# Jan Graubner

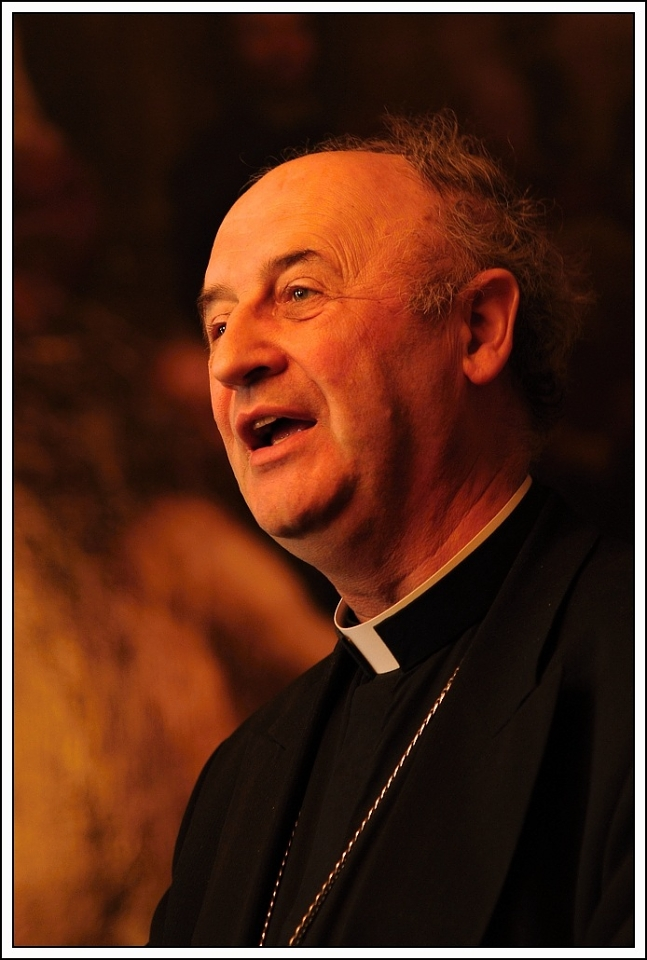
Erzbischof Jan Graubner (2011)

Wappen von Jan Graubner als Erzbischof von Prag

Wappen von Jan Graubner als Erzbischof von Olmütz

Jan Graubner (* 29. August 1948 in Brünn, Tschechoslowakei) ist ein tschechischer Geistlicher und römisch-katholischer Erzbischof von Prag.

## Leben
Nach dem Abitur 1967 in Strážnice musste Graubner ein Jahr als Arbeiter tätig sein, bevor er das Studium der Katholischen Theologie in Olmütz aufnehmen durfte. 1973 empfing er das Sakrament der Priesterweihe und wirkte zunächst in der Seelsorge in Zlín und Valašské Klobouky. 1982 wurde er Pfarrer der Pfarreien in Vizovice, Provodov und Horní Lhota u Luhačovic.

### Weihbischof in Olmütz
Am 17. März 1990 ernannte ihn Papst Johannes Paul II. zum Titularbischof von Tagaria und zum Weihbischof in Olmütz. Die Bischofsweihe spendete ihm der Olmützer Erzbischof František Vaňák am 7. April 1990. Mitkonsekratoren waren Bischof Vojtěch Cikrle von Brünn und Bischof Karel Otčenášek von Königgrätz. Sein Wahlspruch lautet „Quod dixerit vobis facite“ (Was er euch sagt, das tut) (Joh 2,5 ).

### Erzbischof von Olmütz
Am 22. September 1992 wurde er von Johannes Paul II. als Nachfolger des verstorbenen František Vaňák zum Erzbischof von Olmütz ernannt. Er übernahm das Amt am 7. November 1992. Graubner war von 2000 bis 2010 Vorsitzender der Tschechischen Bischofskonferenz und Vorsitzender der Pastoralkommission sowie der Kommission für karitative Zwecke. 2020 wurde er erneut Vorsitzender der Tschechischen Bischofskonferenz.
Im Juni 2000 enthüllte in Šumperk Erzbischof Graubner für den Dekan Christoph Alois Lautner, der während der Hexenprozesse von Groß Ullersdorf 1685 lebendig verbrannt worden war, eine Gedächtnistafel und bat für den Schuldanteil der Kirche an den Hexenprozessen um Entschuldigung.

## Erzbischof von Prag
Am 13. Mai 2022 ernannte ihn Papst Franziskus zum Erzbischof von Prag. Die Amtseinführung fand am 2. Juli desselben Jahres statt.

## Ritterorden vom Heiligen Grab zu Jerusalem
Der Großmeister des Ritterordens vom Heiligen Grab zu Jerusalem, Edwin Frederick Kardinal O’Brien, ernannte ihn am 17. April 2016 im Olmützer Wenzelsdom zum Großoffizier und Großprior der tschechischen Statthalterei des Ritterordens vom Heiligen Grab zu Jerusalem.

## Ehrungen und Auszeichnungen
- Tomáš-Garrigue-Masaryk-Orden II. Klasse (2008)